# Woman's World (canção de Katy Perry)
"Woman's World" é uma canção da cantora estadunidense Katy Perry, contida em seu sexto álbum de estúdio, 143 (2024). Foi lançada em 11 de julho de 2024 através da Capitol Records como o primeiro single do material. Perry coescreveu a canção com Chloe Angelides e seus produtores Aaron Joseph, Dr. Luke, Rocco Did It Again! e Vaughn Oliver.
Perry se sentiu inclinada a conceber uma música sobre o "divino feminino" depois de observar que as músicas de maior sucesso de sua carreira, como "Firework" (2010) e "Roar" (2013), eram "empoderadoras" e inspiradoras em suas mensagens. No entanto, o anúncio foi recebido com reações mistas por parte dos usuários das mídias sociais, que criticaram o envolvimento do Dr. Luke na música, destacando a série de alegações judiciais contra o produtor que foram feitas pela colega e cantora Kesha.
Após o seu lançamento, "Woman's World" recebeu opiniões geralmente negativas dos críticos musicais. O videoclipe, que apresenta Perry vestida como Rosie the Riveter, recebeu reclamações por sua tentativa de transmitir uma mensagem feminista. Ela defendeu o vídeo como uma sátira pastelão.

## Lançamento e promoção
Em 17 de junho de 2024, Perry publicou um teaser de quinze segundos dela fazendo playback da canção em suas redes sociais. A artista também revelou a capa do single, na qual ela aparece com uma calça metálica de estilo "alienígena" desenhada por Victor Clavelly e um top de biquíni branco, fotografada por Jack Bridgland. Perry também anunciou que a canção seria lançada em 11 de julho e a disponibilizou para pré-encomenda e pré-salvamento em seu site e em vários serviços de streaming online. "Woman's World" serviu como primeiro single de seu sexto álbum de estúdio, 143. Um extended play (EP) de mesmo nome contendo a música e cinco remixes foi lançado em 15 de julho.
Uma semana depois, Perry chegou ao Hôtel Ritz Paris em uma limusine preta antes da Semana de Moda de Paris, trajada em um vestido vermelho personalizado da Balenciaga com duas caudas. Segundo a Vogue, a segunda cauda do vestido tem aproximadamente cem metros de comprimento e mostra a letra da canção em letras brancas. Posteriormente, a artista se associou com a companhia japonesa de eletrônicos Denon para um comercial de fones de ouvido sem fio que incluía um teaser da canção.
A participação de Dr. Luke na produção da canção recebeu algumas críticas; Kesha o acusou previamente de abuso sexual, físico e emocional. Escrevendo para a Vulture, Justin Curto se perguntou: "Uau, temos sorte de viver no mundo desta mulher?". Rania Aniftos, da Billboard, apontou as reações negativas nas redes sociais sobre a participação de Dr. Luke na canção.

## Composição e letras
Perry coescreveu a canção com Chloe Angelides e seus produtores Aaron Joseph, Dr. Luke, Rocco Did It Again! e Vaughn Oliver. Em uma entrevista para a Apple Music 1, Perry explicou o significado da canção: "Acho que as pessoas, quando pensam em mim, elas pensam em 'Roar', pensam em 'Firework', às vezes pensam em 'I Kissed a Girl', mas acho que, acima de tudo, pensam nesse tipo de canções empoderadoras", disse. "Canções com mensagem, canções que são lendas em camisetas e coisas assim ou coisas que ajudam as pessoas a seguir em frente. E eu adoro isso. Adoro ouvir as histórias e, na verdade, escrevo essas canções de um lugar onde preciso superar algo. Então, queria continuar com isso e, além disso, esta é a primeira contribuição que fiz desde que me tornei mãe e desde que me sinto realmente conectada com minha divindade feminina".

## Recepção da crítica
"Woman's World" recebeu críticas geralmente negativas. Em Casalena, da American Songwriter, não ficou impressionada com a canção ao ouvir seu teaser, questionando se foi utilizada inteligência artificial (IA) no processo de composição e apontando que "parece que ela está simplesmente voltando a uma velha fórmula de 
música chiclete que funcionou para ela no passado. Letras menos complexas, um ritmo constante, etc." A crítica Mary Siroky da Consequence concordou, alegando que a letra parecia gerada por IA e vazia. Ela opinou que, ignorando a "ironia negra de criar uma música de empoderamento feminino" com Dr. Luke, que foi acusado de agressão sexual, "a música é simplesmente ruim — e o videoclipe é pior". Alexa Camp da Slant Magazine também foi crítica com a canção, descrevendo suas letras como "cheias de declarações pseudo-inspiracionais e sem substância". De acordo com Justin Curto da Vulture, a música "está presa em um vago empoderamento feminista, que pode ter funcionado em 2014, mas fica aquém em 2024".
William Hughes do The A.V. Club comentou que "sempre é um pouco estranho quando uma canção que não parece ser abertamente satírica — e pelo menos de uma análise lírica direta, 'Woman's World' parece bastante direta, lançando clichês sobre alguns ritmos de sintetizador bastante básicos— tenta ser algo um pouco mais complexo". Laura Snapes do The Guardian deu a canção uma estrela de cinco, criticando-a como "lixo", escrevendo que soava como uma "tentativa antiquada de escrever um hino feminista sobre como as mulheres realmente podem ter tudo" que "a fazia se sentir mais estúpida cada vez que a ouvia". Shaad D'Souza da Pitchfork também deu uma crítica muito negativa à canção, qualificando-a como "incrivelmente morna" e "tão desanimadora que nem sequer se aproxima do camp", enquanto considerava hipócrita a participação de Dr. Luke em uma canção com uma mensagem ostensivamente feminista. Alim Kheraj do Dazed sentiu que a canção era redutora, "criativamente falida" e "tão fortalecedora quanto um anúncio da Vagisil", supondo que o "único objetivo da música era uma sincronização com o RuPaul's Drag Race e gerar comentários de 'você comeu' de gays brancos que vivem em West Hollywood".
Entre as críticas mais positivas, Entertainment Tonight destacou "Woman's World" como um hino de empoderamento feminino que mostrava a força vocal de Perry. Escrevendo para a Elle, Erica Gonzalez afirmou que a canção "explode com uma energia dance-pop reminiscente dos sucessos pop dos anos 2000 [de Perry]". Hugh McIntyre da Forbes elogiou a canção, afirmando que era "um sucesso imediato no top 10". Enquanto Jon Pareles, crítico do The New York Times, elogiou a canção como "eufórica", embora não considerasse que seu "vídeo exagerado" estivesse à altura do áudio da faixa.

## Videoclipe
O videoclipe foi dirigido por Charlotte Rutherford e lançado junto com a música. No vídeo, Perry canta vestida como Rosie the Riveter enquanto um grupo de dançarinos a rodeia na primeira metade do vídeo. Ela e os dançarinos se movem entre acessórios que seriam encontrados em um mundo feminino, como ferramentas elétricas, vitaminas para mulheres, uísque para mulheres e ferramentas de cuidados com a pele e bem-estar. Depois de ser esmagada por uma enorme bigorna, Perry acorda de biquíni branco e com pernas biônicas em um mundo de destruição, logo ela sai para explorar novos cenários, parando uma vez para se abastecer colocando uma bomba de gasolina nas nádegas. Perry então se junta a Trisha Paytas em um caminhão monstro, onde elas dirigem até esmagarem um carro. Perry sai da caminhonete e então entra em uma casa próxima e quebra uma porta de vidro que dá nos fundos da moradia. Ela vê outra mulher usando uma luz em forma de símbolo de gênero feminino para um vídeo e pega para si. Depois de ser questionada repetidamente "Quem é você?" ela grita "Eu sou Katy Perry!" enquanto voava em um helicóptero. O videoclipe recebeu críticas geralmente desfavoráveis de jornalistas.
Em 13 de julho, Perry enviou imagens dos bastidores do making of do vídeo para as redes sociais com a legenda "VOCÊ PODE FAZER QUALQUER COISA! MESMO SÁTIRA!" Na filmagem, ela afirmou que sua intenção era que o vídeo fosse satírico, "muito pastelão e muito exagerado". A explicação de Perry não convenceu os críticos musicais, que acreditavam que a rápida divulgação das imagens dos bastidores mostrava que ela estava antecipando uma resposta desfavorável ao vídeo.

## Faixas e formatos
- Download digital / streaming

1. "Woman's World" — 2:43

- Woman's World — CD single / vinil de 7"

1. "Woman's World" — 2:43
2. "Woman's World" (instrumental) — 2:43

- Woman's World — EP"[32]

1. "Woman's World" — 2:43
2. "Woman's World" (BRB Woman version) — 2:43
3. "Woman's World" (Doing the Most Woman version) — 3:51
4. "Woman's World" (Transcendental Woman version) — 3:18
5. "Woman's World" (Super Woman version) — 2:17
6. "Woman's World" (Naked Woman version) — 2:43

## Desempenho nas tabelas musicais
| Tabela musical (2024)       | Melhor posição |
| --------------------------- | -------------- |
| Coreia do Sul (Circle (BGM) | 187            |
| Japão (Billboard Japan)     | 19             |

## Histórico de lançamento
| Região         | Data                | Formato                    | Versão                | Gravadora | Ref.          |
| -------------- | ------------------- | -------------------------- | --------------------- | --------- | ------------- |
| Várias         | 11 de julho de 2024 | Download digital streaming | Original              | Capitol   | [ 35 ] [ 36 ] |
| Várias         | 12 de julho de 2024 | CD single vinil de 7       | Original instrumental | Capitol   | [ 37 ]        |
| Itália         | 12 de julho de 2024 | Rádios mainstream          | Original              | Capitol   | [ 38 ]        |
| Estados Unidos | 12 de julho de 2024 | Rádios hot CHR             | Original              | Capitol   | [ 39 ]        |
| Várias         | 15 de julho de 2024 | Download digital streaming | EP de remixes         | Capitol   | [ 32 ] [ 40 ] |